# Zwölf Geschichten aus der Fremde
Zwölf Geschichten aus der Fremde (spanisch Doce cuentos peregrinos) ist ein 1992 erschienener Erzählungsband des kolumbianischen Literatur-Nobelpreisträgers Gabriel García Márquez über die wundersamen Erlebnisse von Lateinamerikanern in Europa. Die Übersetzung ins Deutsche von Dagmar Ploetz und Dieter E. Zimmer wurde 1993 publiziert. Der Autor erklärt im Vorwort die lange, mit der Abfassung zwischen 1976 und 1982 abgeschlosse Entstehungsgeschichte (s. u.).

## Inhalt

### Gute Reise, Herr Präsident (Buen viaje, señor presidente)
Der nach einem Militärputsch ins Ausland verbannte 73-jährige Präsident eines karibischen Staates hält sich inkognito in Genf auf, um nach dreißigjähriger erfolgloser Behandlungen die Ursachen seiner Schmerzen herauszufinden. Der Neurologe rät ihm zu einer Wirbelsäulenoperation. In der Klinik wird der Ex-Präsident von einem seiner Anhänger erkannt, dem Krankenwagenfahrer Homero Rey de la Casa, der wegen seiner Teilnahme an den Straßenkämpfen in die Schweiz fliehen musste, wo er seit ca. zehn Jahren mit seiner Frau Lázara Davis und zwei Kindern lebt. Homero lädt sein Idol zum Essen in seine Wohnung ein und hofft damit die Gunst des vermeintlich reichen Mannes zu erringen und vielleicht Stipendien für die Kinder Bárbara und Lázaro oder einen besser bezahlten Job zu bekommen. Doch der Präsident ist nicht mehr die strahlende Gestalt von einst, sondern ein kranker Mann. Er erzählt deprimiert von seinen Misserfolgen als Politiker und seinem spärlichen Einkommen als Lehrer im Exil auf der Insel Martinique. Er lebt äußerst bescheiden und bittet seine Gastgeber, den Schmuck seiner verstorbenen Frau einem Juwelier zu verkaufen, damit er seine Arztkosten bezahlen kann. Doch der Erlös reicht nicht aus und Homero ergänzt den Rest aus seinen bescheidenen Ersparnissen. Dafür schenkt der Präsident vor seiner Rückreise den Kindern seinen Ehering und seine Uhr. Nach einem Jahr schreibt er ihnen, seine Schmerzen seien zwar zurückgekehrt, aber er achte nicht mehr darauf und halte auch keine Diät mehr ein. Er plant, in sein Land zurückzukehren und sich an die Spitze einer Erneuerungsbewegung für eine gerechte Sache zu stellen, „und sei es nur des kleinlichen Ruhms wegen, nicht an Altersschwäche im Bett zu sterben. In diesem Sinne […] war die Reise nach Genf schicksalhaft gewesen.“

### Die Heilige (La santa)
Als der Friedhof eines Dorfes in den kolumbianischen Anden wegen eines Staudammbaus geräumt werden musste, fand der Gemeindeschreiber Margarito Duarte bei der Ausgrabung der Toten den Körper seiner mit sieben Jahren verstorbenen Tochter nach elf Jahren äußerlich unverwest, jedoch ohne Gewicht. Die Diözese sah dies als Zeichen der Heiligkeit an und Margarito packte den Leichnam in eine Kiefernholzkiste in Cellokastenform und reiste nach Rom, um im Vatikan das Wunder anzuzeigen und die Heiligsprechung der Toten zu erreichen. Hier trifft ihn der Ich-Erzähler, Student am Centro Sperimentale di Cinematografia, und erlebt den Leidensweg Margaritos mit: Der Verwaltungsapparat verschleppt immer wieder seine Eingaben und hindert ihn mit immer neuen Einwänden am Vordringen zum Heiligen Stuhl. Zuerst ist es die Schluckauferkrankung Pius XII. Dann wird er zur Audienz in Castel Gandolfo zugelassen, aber vom Papst nicht wahrgenommen. Als der Ich-Erzähler nach zweiundzwanzig Jahren Margarito zufällig wieder in Rom begegnet, sind inzwischen fünf Päpste gestorben und der alte und müde Mann wartet noch immer, hat aber die Hoffnung nicht aufgegeben. Der Dichter ist überzeugt, dass er der Heilige ist: „Ohne es zu merken, kämpfte er kraft des unverwesten Körpers seiner Tochter nun schon zweiundzwanzig Jahre für die gerechte Sache seiner eigenen Kanonisierung.“

### Dornröschens Flugzeug (El avión de la bella durmiente)
Auf dem Pariser Charles de Gaulle-Flughafen erblickt der Ich-Erzähler beim Check-in die mit ausgesuchtem Geschmack gekleidete schönste Frau, die er in seinem Leben gesehen hat, mit dem Aura von Jahrtausenden wie aus den Anden. Nach einem Augenblick ist sie in der Menschenmenge verschwunden. Wegen starker Schneefälle verschiebt sich der Abflug um neun Stunden. Auf der Suche nach der Schönen durchwandert er immer wieder erfolglos die Hallen, doch im Flugzeug ist sie zu seiner Freude seine Sitznachbarin. Er hofft auf ein Gespräch, doch sie beachtet ihn gar nicht, gibt dem Steward den Auftrag, sie nicht für das Abendessen zu wecken, setzt die Schlafmaske auf und schläft acht Stunden bis zur Landung. Der Erzähler liegt die Nacht neben dem „schlafenden Märchenwesen […] näher zusammen als in einem Ehebett“. „Es war eine intensive Reise […] wir beide blieben allein im Dämmer der Welt […] die Atlantiknacht war unendlich und rein, und das Flugzeug schien unbeweglich zwischen den Sternen zu hängen.“ Am Morgen wacht sie pünktlich auf, schminkt sich, steigt „mit einer konventionellen Entschuldigung in reinstem amerikanischen Spanisch“ über ihn weg und geht ohne Abschied: Ohne für „all das zu danken, was ich für unsere glückliche Nacht getan hatte, und verschwand bis zum heutigen Sonnenaufgang im Urwald von New York“.

### Ich vermiete mich zum Träumen (Me alquilo para soñar)
In Havanna wird durch ein Unwetter die Haushälterin des portugiesischen Botschafters getötet. Ihr Ring in Schlangenform, von dem die Zeitung berichtet, erinnert den Ich-Erzähler an eine kolumbianische junge Wahrsagerin, die er in seiner Wiener Zeit nach dem Zweiten Weltkrieg kennengelernt hatte. In seinem Stammlokal erhielt sie von seinen lateinamerikanischen Mitstudenten den Zungenbrecher-Namen „Frau Frida“. Seit ihrer Kindheit hatte sie eine hellseherische Gabe und verdiente ihren Unterhalt damit, die Zukunft anderer Leute zu „träumen“. So gewann sie Einfluss auf ihre Arbeitgeber, wurde von ihnen reich belohnt und sogar als Erbin im Testament eingesetzt. Auch der Erzähler glaubte ihr trotz seiner Skepsis und reiste sofort nach Rom, als sie ihm riet, Wien zu verlassen.
Nach dreizehn Jahren traf er „Frau Frida“ zufällig in Barcelona wieder, als er mit Pablo Neruda zu Mittag aß. Der chilenische Dichter glaubte nicht an ihre Traumdeutungen, hatte aber ironischerweise beim Siesta-Schlaf ein wechselseitiges Traumlabyrintherlebnis mit ihr: Er träumte von ihr, dass sie von ihm träumte. Frau Frida hatte in Wien ihre Fähigkeit vermarktet und ein Vermögen angehäuft, schließlich ihren Besitz in Österreich verkauft und lebte, wenn nicht auf Reisen, in einer schlossähnlichen Villa in Porto.
Der portugiesische Botschafter, den der Erzähler in Kuba nach der verunglückten Angestellten befragt, bestätigt ihm seine Vermutung und schwärmt von ihr: „Sie können sich nicht vorstellen, was für ein außergewöhnlicher Mensch sie war […] Sie hätten nicht der Versuchung widerstehen können, eine Geschichte über sie zu schreiben“. Seine Frage nach dieser Besonderheit beantwortet er mit: „Sie träumte.“

### »Ich bin nur zum Telefonieren gekommen«(Sólo vine a hablar por teléfono)
Die Geschichte handelt von der siebenundzwanzigjährigen Mexikanerin María de Cervantes, die als ehemalige Varietekünstlerin ihrem Mann, dem Salonmagier Saturno, bei ihren Auftritten assistiert. Nachdem sie sich vor acht Monaten in Barcelona niedergelassen haben, hat Erzähler die beiden in Cadaqués kennengelernt und von der instabilen Beziehung erfahren, die von der hübschen und in Liebesdingen seit ihrer Jugend launischen und sprunghaften Frau in den letzten fünf Jahren durch drei Affären unterbrochen worden war. Auf der Rückfahrt von einem Verwandtenbesuch in Zaragoza hat María im Frühjahrgewitter eine Panne und wird von einem Busfahrer zu einem Haus mit einem Telefonanschluss mitgenommen, um ihren Mann zu informieren. Sie halten an einem Kloster an und die Businsassen, psychisch kranke Frauen, werden ausgeladen und von Wärterinnen in die Psychiatrie gebracht. Sie fragt nach einem Telefon, wird jedoch für eine Patientin gehalten und nicht ernst genommen. Man glaubt ihrer Erzählung nicht und sperrt sie mit den anderen zusammen ein. Sie versucht vergeblich zu fliehen. Auf ihre Gegenwehr hin wird sie ans Bett gefesselt, sediert und als psychisch kranke Person registriert.
Inzwischen macht sich ihr Mann Sorgen und forscht nach: das Auto wurde ausgeraubt gefunden, aber von ihr fehlt jede Spur. So denkt Saturno, María habe ihn wieder einmal verlassen und er beschließt, sie für immer zu vergessen.
Inzwischen ist es Sommer. Nach mehreren vergeblichen Fluchtversuchen und Phasen der Resignation gibt María den Werbungen einer lesbischen Wächterin nach. Diese leitet als Gegenleistung eine Botschaft an Saturno weiter. Als er ins Hospital kommt, lässt er sich vom Arzt überzeugen, dass seine Frau krank ist und gut behandelt wird. So beeinflusst, deutet er Marias Schilderung der Zustände im Kloster und die heftige Bitte, sie aus dem Gefängnis zu befreien, als Obsession und vertröstet sie. Sie weigert sich daraufhin, ihn zu sehen, und er stellt schließlich resigniert seine Besuche ein. Er heiratet wieder und kehrt nach Mexiko zurück. María fügt sich in ihre Situation und wirkt auf eine Bekannte beim letzten Besuch vor dem Abriss des alten Gebäudes „höchst luzide […] ein wenig übergewichtig und zufrieden in der Ruhe des Klosters.“

### Augustspuk (Espantos de agosto)
Der Ich-Erzähler besucht mit seiner Frau und den beiden Söhnen den venezolanischen Schriftstellers Miguel Otero Silva in seinem Renaissance-Schloss nahe bei Arezzo. Auf der Suche nach dem Weg werden sie von einer alten Gänsehirtin gewarnt, in dem alten Haus spuke es. Da sie nicht an Geister glauben, lachen sie über die abergläubische Frau. Die beiden Kinder sind jedoch begeistert von der gruseligen Vorstellung, einem echten Gespenst zu begegnen. Schließlich erreichen sie ihr Ziel und werden vom Schriftstellerfreund bereits zum Mittagessen erwartet. Auf der Blumenterrasse mit Blick über die Toscana-Hügellandschaft im Augustlicht erzählt der Gastgeber das tragische Ende des Schloss-Erbauers: In „leidenschaftlichem Wahnsinn“ erdolchte Ludovico „die Dame seines Herzens in dem Bett, in dem sie sich eben noch geliebt hatten“, und ließ sich von seinen Kampfhunden zerfleischen. Silva versichert ihnen ernsthaft, dass um Mitternacht der Geist Ludovicos durch die Fluren wandle. Anschließend besichtigen sie das riesige und düstere Gebäude, v. a. das im Original belassene Schlafzimmer mit der noch vom getrockneten Blut der Geliebten steifen Bettdecke. Die Besucher lassen sich vom Schriftsteller zum Abendessen und zur Übernachtung überreden. Der Erzähler und seine Frau schlafen tief in einem modernisierten Zimmer im Erdgeschoss und wachen am nächsten Morgen im ersten Stock in Ludovicos „verwünschte[m]“ Himmelbett mit den staubigen Vorhängen und dem blutgetränkten Laken auf.

### María dos Prazeres
Die Brasilianerin María dos Prazeres wurde als Vierzehnjährige in Manaos von ihrer Mutter an einen Schiffsoffizier verkauft und kam so nach Barcelona. Dort ließ er sie sitzen und sie musste ein halbes Jahrhundert als Prostituierte arbeiten. Dann zog sie sich aus dem Gewerbe zurück, kaufte im Stadtteil Gràcia eine Wohnung, renoviert sie und richtet sie mit alten kunstvollen Möbeln ein, die sie im Laufe der Jahre günstig auf Versteigerungen erworben hatte. Die einzige Verbindung der jetzt 76-Jährigen mit ihrer Vergangenheit sind die monatlichen Besuche des Grafen Cardona, eines ehemaligen Kunden. Ihre Freundschaft endet, als dieser sich als Franco-Anhänger zu erkennen gibt, während sie den im Bürgerkrieg getöteten Anarchisten Buenaventura Durruti verehrt.
Seit sie vor drei Monaten im Traum „die Offenbarung hatte, sie werde noch vor Weihnachten sterben, bereitet sie sich auf ihren Tod vor: In einem Testament verfügt sie detailliert die Verteilung ihres Erbes, sie kauft ein Grab auf dem Friedhof von Montjuïc, wo auch Durutti begraben ist, und dressiert ihren Pudel Noi, den sie einem neunjährigen Nachbarsmädchen vermachen will, allein den Weg zum Friedhof zu finden und an ihrem Grab zu weinen. Sie fühlt zunehmend ihr Ende nahen, doch „[d]as Leben traf sie an einem eisigen Novembernachmittag.“ Auf dem Heimweg im Regen hält eine Luxuslimousine und der junge Chauffeur mit „gelocktem, kurzem Haar und einem römischen Bronzeprofil“ fährt sie vor ihre Haustür und bittet sie, in ihre Wohnung mitkommen zu dürfen. Sie fühlt sich verhöhnt, doch er versichert, dass er das nie und „erst recht nicht [bei] eine[r] Frau wie [sie]“ nie tun würde. Sie überdenkt ihren „hellseherischen Traum“: „‘Du lieber Gott‘ sagte sie staunend, ‚Es war also nicht der Tod!‘“ […] und begriff, daß es die Mühe gelohnt hatte, so viele, viele Jahre zu warten und so viel in der Dunkelheit gelitten zu haben, und wäre es nur gewesen, um diesen Augenblick zu leben.“

### Siebzehn vergiftete Engländer (Diecisiete ingleses envenenados)
Die Kolumbianerin Prudencia Linero hat nach glücklicher und kinderreicher Ehe, neun Kinder und vierzehn Enkel, ihren invaliden dahindämmernden Mann dreißig Jahre gepflegt. Sie hat noch nie ihre Heimatstadt Riohacha und während der Krankheit ihres Mannes selten ihr Haus verlassen. Nach seinem Tod teilt die 72-Jährige ihren Kindern mit, sie habe eine Pilgerfahrt als Franziskanerin zum Heiligen Vater gelobt und werde allein nach Rom reisen. Nach achtzehntägiger Schifffahrt erreicht sie Neapel.
Die Geschichte handelt von ihrem Aufenthalt in der Hafenstadt, wo sie übernachtet, um am nächsten Tag mit dem Zug weiterzureisen. Ein Taxifahrer bringt sie zu einem Gebäude, in dem sich auf jeder der neun Etagen eine Pension befindet. Im empfohlenen Hotel im dritten Stock, dem einzigen mit einem Speisesaal, will sie jedoch nicht bleiben, als sie in der Lounge eine Gruppe von siebzehn jungen englischen Männern, gleichförmig mit kurzen Hosen und Strandsandalen gekleidet, in einer langen Reihe von Sesseln schlafend liegen sieht. Sie nimmt stattdessen ein Zimmer im fünften Stock und isst in einem Restaurant in der Stadt zu Abend. Bei der Rückkehr zum Hotel sieht sie, wie die Leichen der Engländer abtransportiert werden. Sie haben sich an einer in ihrem Speisesaal gegessenen Austernsuppe vergiftet. In ihrem Bett in der fünften Etage betet sie „siebzehn Rosenkränze für die ewige Seelenruhe der siebzehn vergifteten Engländer“.

### Tramontana
Die Geschichte handelt von der Wirkung eines „gnadenlosen zähen Landwindes, der wie die Eingeborenen und ein paar durch Schaden klug gewordenen Schriftsteller glauben, Keime des Wahnsinns in sich trägt“. Bei einem Besuch in Barcelona erlebt der Ich-Erzähler, wie eine Clique junger angetrunkener Schweden einen karibischen ca. zwanzigjährigen Sänger aus der Karibik drängten, mit ihnen zum Weiterfeiern nach Cadiqués zu kommen. Er weigert sich aus Angst vor dem dort wehenden Tramontana, „da er von der Gewißheit erfüllt war, daß ihn, sollte er je zurückkehren, der Tod erwartete.“ Sie hören nicht auf seine Einwände und schleppen ihn ins Auto. In Panik stürzt er sich „in dem Versuch, einem unausweichlichen Tod zu entrinnen, vom fahrenden Wagen in den Abgrund“.
Dieser als Rahmenhandlung geschilderte Vorfall erinnert den Erzähler an ein ähnliches Unglück vor etwa fünfzehn Jahren während seines letzten Familienurlaubs in Cadiqués. Er hatte damals ein „unerklärliche[s] Vorgefühl, daß etwas geschehen werde“. Die Ahnung erfüllte sich, als der Hausmeister, ein alter Seebär, der seinen Lebensabend im beliebten Urlaubsort zubrachte und glaubte, „daß man nach jedem Transmontana um mehrere Jahre altert“, Türen und Fenster sicherte. Dann „kam der Wind […] ohne Pause, ohne Linderung, mit einer Intensität und einer Gewalttätigkeit, die etwas Übernatürliches hatten“, und sie finden nach einigen Tagen den Hausmeister erhängt in seinem Zimmer.

### Der glückliche Sommer der Frau Forbes (El verano feliz de la señora Forbes)
Eine kolumbianische Familie aus Guacamayal verbringt ihre Ferien auf der Insel Pantelaria südlich von Sizilien. Der damals neunjährige Ich-Erzähler und sein zwei Jahre jüngerer Bruder erleben im ersten Monat ein Sommerfest mit viel Spaß und Freiheit: Die muntere schwatzhafte Köchin Fulvia Flaminea mit ihrem „Hang zur Unordnung“ bringt den südländischen Flair, die Lockerheit und Lebensfreude ins Haus. Die Kinder verbringen fast die ganze Zeit am Strand und im Meer. Ihr Tauchlehrer ist der etwa zwanzigjährige Oreste, der sich für die abenteuerliche Unterwasserjagd nach Wasserschlangen und Kraken, die er sich „nicht anders vorstellen [kann] denn als körperliches Handgemenge mit den Tieren“, „mit sechs Messern verschiedener Form und Größe“ bewaffnet. Nach dem Schwimmen fängt er mit den Jungen nachts Ratten. Er verbindet seine Jugend und Abenteuerlust mit animalischer Schönheit. Als Frau Forbes zum ersten Mal den mit einer winzigen Badehose bekleideten jungen Fischer sieht, der „mit seinem ständig mit Motorenfett eingeschmierten Körper selber einem Meerestier“ ähnelt, sagt sie, „man könne sich keinen schöneren Menschen vorstellen als ihn“. Dennoch schützt ihn seine Schönheit nicht vor ihrer Strenge. Eines Tages nagelt er zum Schrecken der Bewohner eine schwarze und phosphoreszierende Muräne über die Haustür. Sie sieht „mit ihren immer noch lebendigen Augen und den Sägezähnen in den klaffenden Kiefern wie Hexenwerk von Zigeunern aus“ und erinnert an eine „gekreuzigte Schlange“. Die Lehrerin kann von da an auch mit ihren gebildeten Erklärungen über die Bedeutung der Muräne als Königsspeise im Altertum die Kinder nicht mehr zum Fischessen überreden.
Die Geschichte stellt den zweiten Ferienabschnitt in den Mittelpunkt und setzt mit der „gekreuzigten“ Muräne ein. Nachdem die Eltern, ein Schriftsteller und eine Lehrerin, auf Bildungsreise in die Ägäis aufgebrochen sind, übernimmt der „Feldwebel aus Dortmund“ das Regiment. Frau Forbes wurde vom Vater, „geblendet von der Asche europäischer Ruhmestaten“, angestellt, um den Söhnen Ordnung und abendländische Kultur zu vermitteln. Sie kommt in Militärstiefeln, Kostüm und Filzhut an, organisiert den Tagesablauf wie einen Schul-Stundenplan und verfährt nach dem Prinzip „Belohnung und Strafe“. Bald entdecken jedoch die Kinder, dass die Lehrerin eine dunkle Nachtseite hat: Sie singt in ihrem Zimmer und schluchzt, deklamiert Verse, schleicht dann durch das Haus, betrinkt sich, stopft sich mit Süßigkeiten voll, schaut im Fernsehen bei abgedrehtem Ton für Minderjährige verbotene Filme und schwimmt heimlich im Meer. Ihre Autorität schwindet und die Kinder planen ihre Ermordung. Dazu gießen sie die giftigen Reste einer aus dem Meer geborgenen antiken Amphore in ihre Weinflasche. Am nächsten Tag erscheint sie nicht zum Frühstück. Die Jungen gehen allein zum Strand und tauchen mit Oreste im Meer. Nach ihrer Rückkehr erfahren sie von Fulvia, dass Frau Forbes in der Nacht durch siebenundzwanzig Messerstiche in ihrem Schlafzimmer getötet wurde. Es „war zu erkennen, daß sie ihr mit der Wut einer ruhelosen Liebe zugefügt worden waren und daß Frau Forbes sie mit der gleichen Leidenschaft empfangen hatte, ohne auch nur zu schreien, ohne zu weinen, mit ihrer schönen Soldatenstimme Schiller deklamierend und in dem Bewußtsein, daß dies der unvermeidbare Preis für ihren glücklichen Sommer war.“

### Das Licht ist wie das Wasser (La luz es como el agua)
Der kolumbianische Ich-Erzähler aus Cartagena de Indias lebt mit seiner Frau und den beiden Söhnen Toto und Joel einige Zeit in Madrid. Die Kinder wünschen sich zu Weihnachten ein Ruderboot, obwohl es kein schiffbares Wasser in der Nähe gibt. Doch da sie in der Schule erfolgreich sind, wird ihr Wunsch erfüllt. Während ihre Eltern wie jeden Mittwoch im Kino sind, transportieren sie mit Hilfe ihrer Mitschüler das Boot ins Dienstbotenzimmer und erinnern sich an eine Äußerung des Vaters nach dessen Teilnahme „an einem Seminar über die Poesie der Gegenstände des täglichen Gebrauchs“. Er erklärte Toto die Funktion der Glühbirne durch einen Vergleich: „Das Licht ist wie das Wasser […] man öffnet den Hahn und es fließt heraus.“ Also zerschlagen die Söhne eine Glühbirne, schalten die Lampe an und „ein Strom goldenen und frischen Lichts beginnt wie Wasser aus der zersprungenen Birne zu fließen.“ Auf diesem See fahren sie zwischen den Möbelinseln in der Wohnung herum. Das wiederholt sich jeden Mittwoch. Im Jahr darauf wünschen sie sich eine Taucherausrüstung und „tauchen wie zahme Haie unter die Möbel und Betten und bergen vom Grund des Lichts die Dinge, die sie über die Jahre in der Dunkelheit verloren haben.“ Nach dem erfolgreichen Schulabschluss dürfen die Brüder ein Klassenfest in der Wohnung feiern. Weil eine Lichtkaskade aus den Balkonen quillt, sich in Sturzbächen über die Fassade verteilt und sich ihren Weg bis zur großen Avenue sucht, wird die Feuerwehr alarmiert. Im Haus treiben Möbel, Haushaltsgegenstände und die siebenunddreißig Klassenkameraden herum. „Denn sie hatten so viele Lichter gleichzeitig angeschaltet, daß die Wohnung überflutet worden war, und die ganze vierte Klasse der Grundschule“ war ertrunken. „In Madrid, einer fernen Stadt […] ohne Meer oder Fluß, deren Festland-Ureinwohner niemals Meister in der Kunst des Lichtfahrens gewesen sind.“

### Die Spur deines Blutes im Schnee (El rastro de tu sangre en la nieve)
Der Erzähler hat die tragische Liebesgeschichte vom jungen Kolumbianer Billy Sanches de Avila erfahren und die Labyrinthik der Ereignisse in Paris recherchiert. Billy kennt seine Frau Nena Daconte aus ihrer gemeinsamen Grundschulzeit und von Geburtstagsfeiern in Cartagena de Indias, denn sie gehören zum Provinzadel, der „seit den Kolonialzeiten das Schicksal der Stadt nach Gutdünken lenkte“. Dann trennen sich ihre Wege. Billy schließt sich, wohlstandsverwahrlost durch die Vernachlässigung durch seine auf ihre Affären fixierte Mutter, einer Jugendbande an, die wegen ihrer Randalen berüchtigt war, während Nena in einem Schweizer Internat vier Sprachen akzentfrei lernt. Die inzwischen 18-Jährige begegnet dem 17-jährigen Rabauken nach ihrer Rückkehr aus Europa in einem Strandbad wieder, als Billys Gang über die Frauengarderoben herfällt und er, eine Eisenkette schwingend, in Nenas Kabine eindringt. Sie reagiert sehr beherrscht und seine Wut richtet sich gegen sich selbst, indem er mit der Faust gegen die Wand trommelt und sich verletzt. Die beiden verlieben sich bei seiner Verarztung ineinander, entwickeln eine leidenschaftliche Beziehung und sie entdeckt dabei in dem Schläger ein „erschrockenes und zärtliches Waisenkind“. Nach drei Monaten heiraten sie im Januar, Nena ist bereits im zweiten Monat schwanger, und fliegen nach Madrid. Dort überreicht ihnen die diplomatische Vertretung ihres Landes die kostbaren Geschenke der Eltern, u. a. einen Bentley-Cabrio von Billys Vater, in dem sie die Hochzeitsreise nach Paris unternehmen. Als sich Nena an den vom Botschafter überreichten Rosen in den Ringfinger sticht, überspielt sie dies mit einem Scherz, doch während der Nachtfahrt durch Frankreich verstärkt sich die Blutung zu einem Rinnsal. Zur Kühlung hält sie die Hand aus dem Fenster und das Blut tropft in den frischen Schnee. In Paris suchen sie ein Krankenhaus auf und Nena kommt sofort auf die Intensivstation. Billy darf nicht bei ihr bleiben und wird auf den nächsten erlaubten Besuchstermin in fast einer Woche vertröstet. Jetzt gerät er in ein Labyrinth der Bürokratie und die Handlung verläuft in zwei getrennten Strängen aneinander vorbei, zumal Billy nicht französisch spricht und die Reiseorganisation Nena überlassen hat. Alle Unterlagen sind in der Tasche seiner Frau in der Klinik und so übernachtet er in einem einfachen Hotel in der Nähe. Von hier aus spricht er immer wieder im Krankenhaus und in seiner Botschaft vor. Niemand kann ihm helfen. Man erklärt sich entweder für nicht zuständig oder verweist ihn auf den geregelten Gang der Dinge in einem zivilisierten Land. Ein Beamter erklärt ihm, „[e]s bleibe nichts anderes übrig, als sich der Vernunft zu beugen“. Billy resigniert. Als er am vorgeschriebenen Besuchstag das Krankenhaus betreten darf, erfährt er, dass man die Blutung seiner Frau nicht stillen konnte und dass diese bereits zwei Tage nach der Einlieferung gestorben ist. Während er sich in seinem Zimmer, in einem Café und vor dem Krankenhaus aufhielt, waren die Nachforschungen der Klinik in dem vorgebuchten Hotel und bei der Botschaft sowie Aufrufe in den Nachrichten erfolglos geblieben, und Nenas Eltern hatten die einbalsamierte Tochter inzwischen in ihrer Familiengruft in La Manga beigesetzt. „Als er das Krankenhaus verließ, bemerkte er nicht einmal, daß vom Himmel ein Schnee ohne Blutspuren fiel.“

## Entstehung
Im „Prolog. Warum zwölf, warum fremd, warum Geschichten“, erzählt der Autor die achtzehnjährige Entstehung des Buches. Anfang der siebziger Jahre habe er in Barcelona mit der Ideensammlung für 64 Geschichten begonnen, einige davon in Zeitungsbeiträgen („Die Spur deines Blutes im Schnee“, „Der glückliche Sommer der Frau Forbes“) und Filmskrips und als Exposé für eine Fernsehserie ausgearbeitet. Im Laufe der Zeit wurden die Ideen immer wieder verändert und die Entwürfe umgearbeitet und schließlich zwölf davon zwischen 1976 und 1982 geschrieben. Bei einer anschließenden Europareise entdeckte er, dass keine der in den Geschichten aus seiner Erinnerung beschriebenen europäischen Städte der Realität entsprachen: „Die tatsächlichen Erinnerungen erschienen mir Hirngespinste, während die falschen Erinnerungen so überzeugend waren, daß sie die Wirklichkeit ersetzt hatten.“ So schrieb er alles in acht Monaten noch einmal, ohne sich zu fragen, „wo das Leben aufhörte und wo die Imagination anfing.“

## Rezeption
Von der Literaturkritik wurden die „Zwölf Geschichten“ meist dem südamerikanischen magischen Realismus zugeordnet, „deren Phantastik auf dem Weltmarkt inzwischen als eine Art lateinamerikanischer Literaturfolklore hohen Wiedererkennungswert genießt“. Der Kolumbianer habe seinen Vorsatz eingelöst, „über die seltsamen Dinge zu schreiben, die Lateinamerikanern in Europa zustoßen“. Für Falcke sind die Geschichten der Sammlung die besten, die alle erklärenden Elemente ausschließen. In diesem Zusammenhang kritisiert Saldívar Márquez' finaler Kommentar in Die Heilige, nach dem Margarito Duarte der Heilige sei. Zu der Einsicht müsse eigentlich der Leser kommen.
Für Falcke präsentieren sich die Erzählungen „als Fallgeschichten von der Unabänderlichkeit des Tatsächlichen, worüber der Mensch staunen und spekulieren mag, worauf er aber keinen Einfluß hat“. Und darin liege das Faszinierende dieser Geschichten: „daß sie Deutungen anziehen wie ein Magnet und zugleich die gegensätzlichsten Interpretationen spielend in der Waage der Unentscheidbarkeit halten. Alles ist denkbar“. Dieser Deutungsansatz fokussiert die existentielle und transzendente Dimension: Der alte Kontinent gebe hier „nur den Boden für das kuriose Satyrspiel ab, dem García Márquez leichthändig einige Tragödienakte von einer größeren Bühne untergemischt hat. Und die handeln vom Fremdsein in der Welt in einem sehr absoluten Sinn.“
Kregel differenziert dagegen die Einordnung von García Márquez‘ Werk summarisch in den magischen Realismus und betont, dass García Márquez in „jenen augenzwinkernd verfassten Zwölf Geschichten die Wahrnehmung des vermeintlich exotischen, magisch-realistischen lateinamerischen Kontinents unterläuft — indem er seinen bekannten Schreibstil erfolgreich auf europäische Schauplätze und nomadisierende Protagonisten anwendet.“ Oft werde vergessen, dass García Márquez ursprünglich gar nicht vorhatte, „magisch-realistisch“ zu schreiben; „diese Bezeichnung wurde seinem berühmten Werk erst später zugesprochen, während die Kritik zunächst eher Parallelen zum Realismus etwa eines Balzac zog. Erst nach einigen Jahren bekamen der Roman „Cien años de soledad“ und der besondere Schreibstil seines Autors (nicht grundlos) einen herausragenden Platz in der schon alten Geschichte des Magischen Realismus zugewiesen.“ In jedem Falle aber operiere García Márquez mit einer Menge Ironie, die das Bewusstsein für die häufigen Schwellen- und Umbruchsituationen wach hält. Denn das „Alteritätsparadigma, das Lateinamerika zum Anderen erklärte, [könne] heute als weitgehend historisch erachtet werden“. Damit eröffne sich die Möglichkeit und der Raum, das vieldimensionale Werk des kolumbianischen Autors, welches vom Journalismus zum Roman und vom Film zum Drehbuch reicht, neu zu entdecken.

## Varia
Fabel
Einige der zwölf Geschichten hinterlassen im Leser – bei aller Durchmischung von hanebüchener Erfindung und unantastbarer Wirklichkeit der Fabel – den Eindruck eines kleinen selbständigen Kunstwerkes. Ausgenommen von solchem Eindruck ästhetisch gelungener Ausführung sind Siebzehn vergiftete Engländer und Tramontana. In Siebzehn vergiftete Engländer geht Márquez nicht über die – allerdings treffliche – Schilderung des Innenlebens der Frau Prudencia hinaus. Das unmotivierte Sterben der vielen Engländer wurde possenhaft-mutwillig in den Plot hineinmontiert. Genauso ratlos steht der Leser vor dem Suizid des Jünglings und des alten Seemannes in Tramontana.
Intransparenz
Etliches begreift der europäische Leser nicht; kann es höchstens erahnen. Zum Beispiel wird in Gute Reise, Herr Präsident das karibische Land verschwiegen, aus dem der Präsident und Homero stammen. Beide kommen aus einem Land, in dem es ein Dorf San Cristóbal de las Casas gibt. Der Präsident hat am 11. März Geburtstag, fand nach dem oben genannten Putsch auf Martinique Asyl und einer seiner Amtsnachfolger heißt Sáyago.
Erzählstandpunkt
In manchem der Texte scheint es, als verberge sich hinter dem Ich-Erzähler, einem verheirateten Schriftsteller aus der Karibik mit zwei halbwüchsigen Söhnen, Márquez. In Der glückliche Sommer der Frau Forbes allerdings erzählt einer der beiden Söhne.
Krudität
In Die Spur deines Blutes im Schnee ist vom „Geruch nach Scheiße“ die Rede.

## Adaptionen
Vor der Veröffentlichung der „Zwölf Geschichten“ verarbeitete García Márquez einige Handlungen in Film-Drehbüchern:
1988 konzipierte er die aus sechs 90-minütigen Filmen bestehende Fernsehreihe „Amores difíciles“ die von der spanischen Rundfunkgesellschaft RTVE und der „International Network Group“ gemeinsam produziert und von der „New Latin American Cinema Foundation“ koordiniert wurden. Jeder Film wurde von einem renommierten lateinamerikanischen Filmemacher inszeniert. Die vom Autor gemeinsam mit den Regisseuren geschriebenen Drehbücher orientierten sich an Geschichten bzw. Romanepisoden von García Márquez: zwei davon aus „Zwölf Geschichten“, die anderen aus „Die Liebe in den Zeiten der Cholera“ und aus Kurzgeschichten.
- Der vom kolumbianischen Regisseur Lisandro Duque Naranjo gedrehte Film „Milagro en Roma“ (1989) ist eine Version der Geschichte „Die Heilige“.
- „El Verano de la Señora Forbes“ (1989) des Mexikaners Jaime Humberto Hermosillo basiert auf der Geschichte: „Der glückliche Sommer von Frau Forbes“ (Besetzung: Hanna Schygulla, Francisco Gattorno, Alexis Castanares u. a.).

1992 schrieb der Autor gemeinsam mit dem brasilianischen Regisseur Ruy Guerra das Drehbuch für die von RTVE produzierte sechsteilige Fernsehserie „Me alquilo para soñar“, eine Adaption der Geschichte „Ich vermiete mich zum Träumen“ (Besetzung: Hanna Schygulla, Charo López und Fernando Guillén u. a.)
Der spanische Songwriter Lashormigas (Salvar Pau) komponierte 2015 das Lied „El rastro de tu sangre en la nieve“, das von Gabriel García Márquez' Geschichte inspiriert ist. Es wurde 2020 im Album „Lo más bien“ veröffentlicht.

### Textausgaben
Verwendete Ausgabe
- Gabriel García Márquez: „Zwölf Geschichten aus der Fremde“. Deutsch von Dagmar Ploetz und Dieter E. Zimmer. Kiepenheuer & Witsch Köln 1993. ISBN 3-462-02238-5

### Sekundärliteratur
- Dasso Saldívar: Reise zum Ursprung. Eine Biographie über Gabriel García Márquez. Aus dem Spanischen von Vera Gerling, Ruth Wucherpfennig, Barbara Romeiser und Merle Godde. Kiepenheuer & Witsch, Köln 1998, ISBN 3-462-02751-4